# سیسیل آفریقا
سیسیل آفریقا (انگلیسی: Cecil Afrika؛ زادهٔ ۳ مارس ۱۹۸۸) بازیکن راگبی ۱۵ نفره اهل آفریقای جنوبی است.
وی در مسابقات کشوری و بین‌المللی در مجموع برندهٔ ۱ مدال طلا، ۱ مدال برنز شده‌است.

## زندگی شخصی
سیسیل آفریقا در ۳ مارس ۱۹۸۸ در پورت الیزابت، استان کیپ شرقی آفریقای جنوبی، به دنیا آمد. اطلاعات زیادی درباره زندگی شخصی او به‌صورت عمومی منتشر نشده است، اما او به‌عنوان یکی از ورزشکاران برجسته آفریقای جنوبی شناخته می‌شود که با استعداد خود در راگبی، الهام‌بخش بسیاری از جوانان این کشور بوده است.